# Sarah Forster

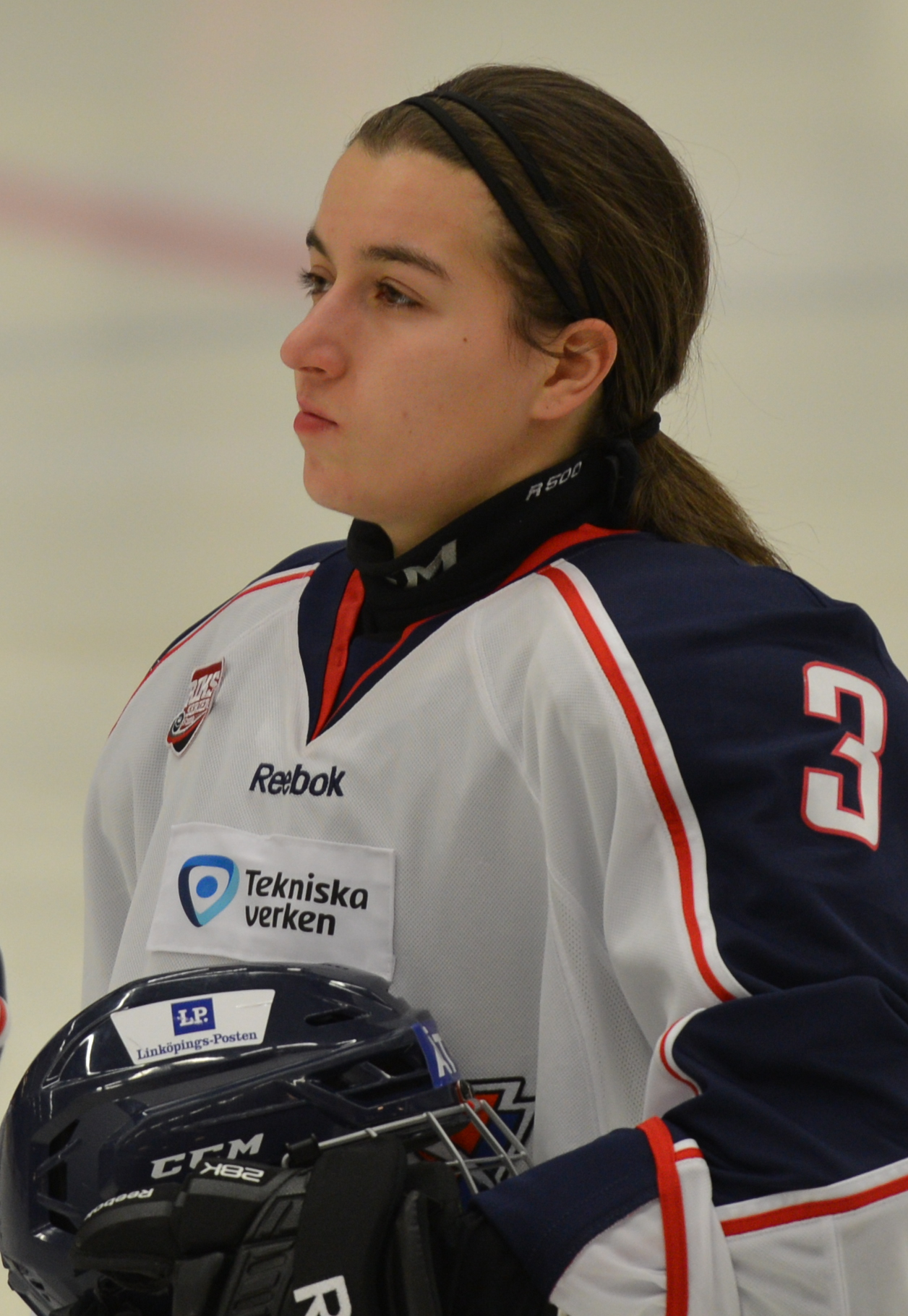
Sarah Forster

Sarah Forster, född den 19 maj 1993 i Berneck i Schweiz, är en schweizisk ishockeyspelare.
Hon tog OS-brons i damernas ishockeyturnering i samband med de olympiska ishockeytävlingarna 2014 i Sotji.